# 烏斯捷奇科 (克列梅涅茨區)
49°51′0″N 25°36′49″E / 49.85000°N 25.61361°E

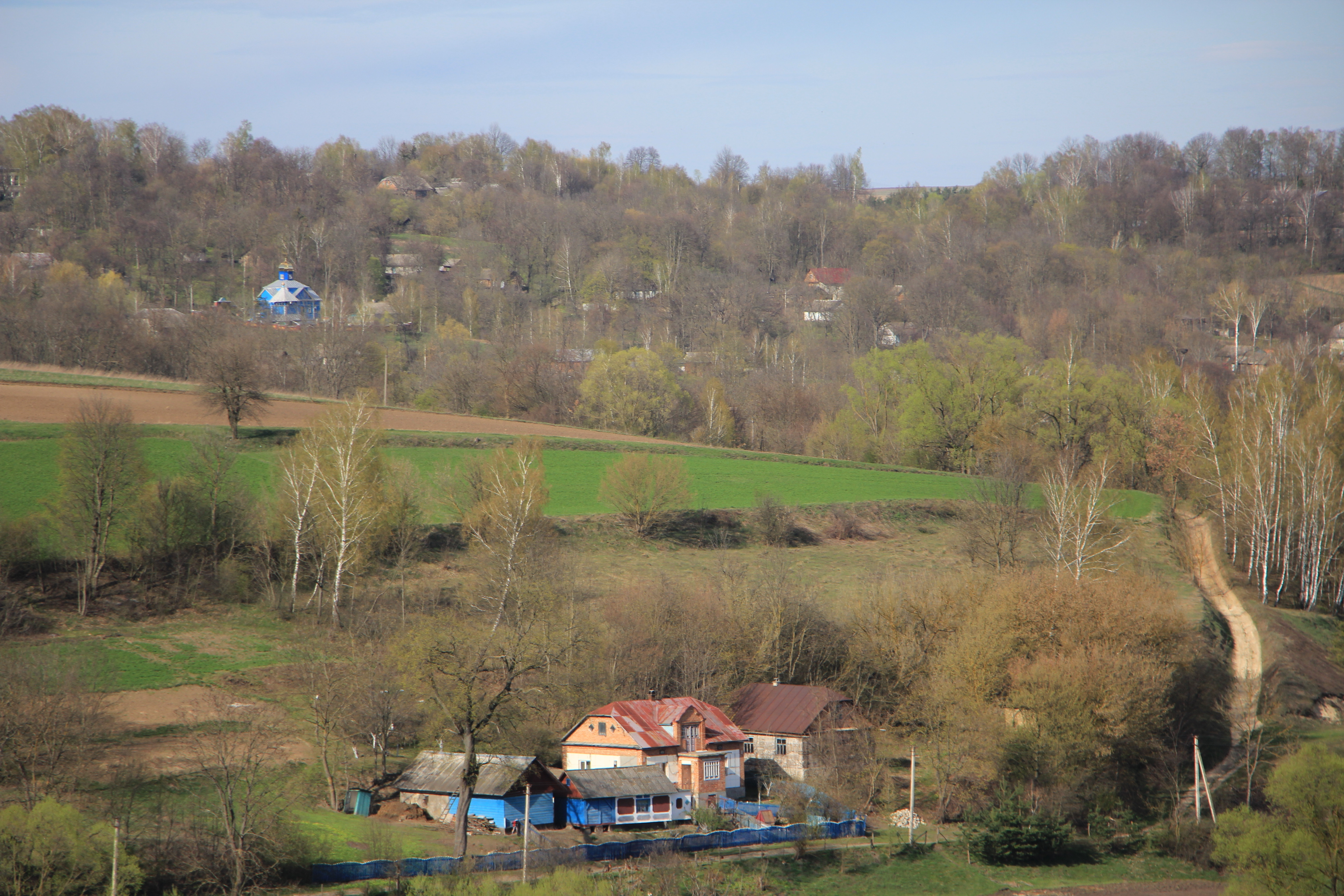

烏斯捷奇科（烏克蘭語：Устечко），是烏克蘭的村落，位於該國西部捷爾諾波爾州，由克列梅涅茨區負責管轄，始建於1630年，面積1.75平方公里，2001年人口612，人口密度每平方公里439.7人。